# AVE-Viadukt über den Río Ulla (Eje Atlántico)
Das AVE-Viadukt über den Río Ulla (spanisch Viaducto sobre el Río Ulla en el Eje Atlántico) steht kurz vor der Mündung des Ulla in die Meeresbucht Ría de Arousa zwischen der Provinz A Coruña und der Provinz Pontevedra in der spanischen Autonomen Region Galicien. Die zweigleisige Eisenbahnbrücke ist ein Teil der Hochgeschwindigkeitsstrecke der Atlantischen Achse (Eje Atlántico) des Alta Velocidad Española (AVE) von Santiago de Compostela nach Pontevedra.
Das AVE-Viadukt über den Río Ulla des Eje Atlántico ist nicht zu verwechseln mit dem Viaducto del Río Ulla, einer Betonbogenbrücke, die die AVE-Strecke von Santiago de Compostela nach Ourense über den Fluss führt.
Das 2015 eröffnete AVE-Viadukt über den Río Ulla ist mit einer maximalen Stützweite von 240 m die weitestgespannte Eisenbahnbalkenbrücke der Welt und hat damit die Maintalbrücke Nantenbach abgelöst.
Das Viadukt hat bei der Verleihung des Outstanding Structure Award der International Association for Bridge and Structural Engineering (IABSE) für 2016 den zweiten Platz erhalten.

## Beschreibung
Die Stahlfachwerkverbundbrücke hat eine Länge von 1621 m und 11 Stahlbeton-Pfeiler mit Achsabständen von 50 + 80 + 3x120 + 225 + 240 + 225 + 3x120 + 80 m. Die fünf mittleren Felder haben gevoutete Träger mit einer Bauhöhe von 17,90 m an den vier zentralen Pfeilern und 9,15 m in Feldmitte bzw. auf den äußeren Stützen. Die Träger der äußeren Felder haben eine gleichbleibende Bauhöhe von 9,15 m.
Die vier zentralen Pfeiler sind biegesteif mit den Fachwerkträgern der drei mittleren Felder verbunden, mit denen sie einen Rahmen bilden. Die oberen Gurte der Fachwerkträger sind mit einer seitlich auskragenden, 14 m breiten Betonplatte verbunden, die das Schotterbett für die Gleise und zwei schmale Wege für das Wartungspersonal trägt. Zwischen den unteren Gurten ist eine Betonplatte mit variabler Stärke eingefügt, die nahe den Pfeilern statische Aufgaben übernimmt, in Feldmitte aber nur noch der Inspektion und Wartung dient.
Die Stahlbauteile der Fachwerkträger wurden in vier verschiedenen Werken in Nordspanien hergestellt und auf der Baustelle in provisorischen Hallen zu größeren Einheiten verschweißt. Da an beiden Enden der zukünftigen Brücke Tunnel gebaut wurden, war kein Platz für ein konventionelles Taktschiebeverfahren vorhanden. Deshalb wurden die Fachwerkträger zunächst auf einem Bauplatz in den ersten beiden Öffnungen vorbereitet, dann auf Hilfsstützen gehoben und über die nächsten Felder verschoben. Auf der gegenüberliegenden Seite mit einer gleichmäßigen Hangneigung wurden die Träger am Boden vorbereitet und anschließend hochgehoben und mit Fachwerkteilen auf den Pfeilerköpfen zu einem Durchlaufträger verbunden. Die Träger über den großen Mittelöffnungen wurden abschnittsweise im klassischen Freivorbau erstellt.
Abschließend wurden die unteren Betonplatten mit an den Trägern befestigten Schalungen betoniert. Für die Fahrbahn wurden zunächst Betonfertigteile eingesetzt, auf die eine Lage Ortbeton aufgebracht wurde.
Die Brücke wurde von IDEAM geplant, von einem Joint Venture aus Dragados und TECSA ausgeführt und 2015 zusammen mit dem Eje Atlántico eröffnet.